# Brian Gibson
Brian Gibson (* 22. September 1944 in London; † 4. Januar 2004 ebenda) war ein britischer Filmregisseur.

## Karriere
Zu Brian Gibsons bedeutenden Filmprojekten zählten die preisgekrönte Filmbiografie Tina – What’s Love Got to Do with It? (1993), die die Lebensgeschichte von Tina Turner (dargestellt von Angela Bassett) zum Thema hat, sowie der Horrorfilm Poltergeist II – Die andere Seite (1986). Für den Fernsehfilm Die Josephine-Baker-Story (1991) mit Lynn Whitfield in der Titelrolle erhielt Brian Gibson einen Emmy. Gibson starb 2004 nach einer langen Krankheit. Sein letztes Filmprojekt war die Oscar-prämierte Filmbiografie Frida (2001), an der Gibson als Executive Producer (ausführender Produzent) beteiligt war.

## Filmografie (Auswahl)
- 1980: Breaking Glass
- 1986: Poltergeist II – Die andere Seite (Poltergeist II: The Other Side)
- 1989: Recht, nicht Rache (Murderers Among Us: The Simon Wiesenthal Story)
- 1991: Die Josephine-Baker-Story (The Josephine Baker Story)
- 1993: Tina – What’s Love Got to Do with It?
- 1996: Nicht schuldig (The Juror)
- 1998: Still Crazy